# Coveralbum
Unter einem Coveralbum versteht man eine musikalische Veröffentlichung (z. B. CD), auf der ein oder mehrere Künstler, Bands etc. Stücke von anderen Musikern neu interpretieren.
Bekannte und kommerziell erfolgreiche Beispiele für Coveralben sind Swing When You’re Winning von Robbie Williams, Mit freundlichen Grüßen von Heino und Scratch My Back von Peter Gabriel.
Siehe auch: Coverversion